# Иванов, Борис Петрович (хоккеист)
Борис Петрович Иванов (род. 27 февраля 1947) — советский хоккеист, нападающий.

## Биография
Воспитанник горьковского «Торпедо». Выступал за команду в сезонах 1964/65 — 1969/70, шесть сезонов (1964/65 — 1967/68, 1969/70) провёл в классе «А». Играл в команде первой лиги «Динамо» / «Сокол» Киев (1970/71 — 1976/77), в классе «Б» за «Спутник» Альметьевск (1977/78).